# Primorszke
Primorszke (ukránul: Приморське) falu Ukrajna Herszoni területén, a Hola Prisztany-i járásban. Saját önkormányzata nincs, közigazgatásilag Kruhloozerka községi önkormányzatához tartozik. Lakossága a 2001-es népszámlálás idején 368 fő volt. Ebből 90,22% ukrán, 9,51% orosz anyanyelvű.
A települést 1927-ben alapították. A helybeliek visszaemlékezése szerint az első lakók a Vinnicjai területen található Dzihivka faluból költöztek oda.
Közvetlenül a Fekete-tenger partján található síkságon fekszik. A Herszoni terület egyik jelentős üdülőtelepe. A falu három utcájában több mint száz hétvégi ház, közvetlenül a tengerparton pedig üdülőtelepek és vendéglátó helyek találhatók. A faluban sem iskola, sem óvoda nem működik.
A falu körül három kisebb tó – a Prokofjev-tó, az Usztricsne-tó és egy névtelen vízfelület – helyezkedik el.